# المرابشة (كشر)

تعديل مصدري - تعديل

المرابشة هي إحدى قرى عزلة العبيسه+العبادلة بمديرية كشر التابعة لمحافظة حجة، بلغ تعداد سكانها 189 نسمة حسب تعداد اليمن لعام 2004.